# ويليام جيمس (سياسي)
ويليام جيمس (بالإنجليزية: William Milbourne James)‏ هو سياسي بريطاني (وحمل سابقاً جنسية المملكة المتحدة لبريطانيا العظمى وأيرلندا)، ولد في 22 ديسمبر 1881 في المملكة المتحدة، وتوفي في 17 أغسطس 1973 في المملكة المتحدة. حزبياً، نشط في حزب المحافظين. في الانتخابات الفرعية في مجلس العموم البريطاني ‏، انتخب عضو برلمان المملكة المتحدة الـ37 عن دائرة Portsmouth North ‏ (16 فبراير 1943 – 15 يونيو 1945).